# Streuungsmaß (Statistik)
Streuungsmaße, auch Dispersionsmaße (lateinisch dispersio „Zerstreuung“, von dispergere „verteilen, ausbreiten, zerstreuen“) oder Streuungsparameter genannt, fassen in der deskriptiven Statistik verschiedene Maßzahlen zusammen, die die Streubreite von Beobachtungswerten beziehungsweise einer Häufigkeitsverteilung um einen geeigneten Lageparameter herum beschreiben. Die verschiedenen Berechnungsmethoden unterscheiden sich prinzipiell durch ihre Beeinflussbarkeit beziehungsweise Empfindlichkeit gegenüber Ausreißern.

## Anforderungen
Es sei {\displaystyle (x_{1},\dots ,x_{n})\in \mathbb {R} ^{n}} ein Vektor von Beobachtungwerten (Daten) und {\displaystyle s\colon \mathbb {R} ^{n}\rightarrow \mathbb {R} } eine Funktion. Eine Funktion {\displaystyle s} heißt ein Streuungsmaß, wenn sie im Allgemeinen folgende Anforderungen erfüllt:
- {\displaystyle s(x_{1},\dots ,x_{n})} ist eine nichtnegative reelle Zahl, die Null ist, wenn alle Beobachtungen gleich sind {\displaystyle x_{1}=x_{2}=\ldots =x_{n}={\overline {x}}} (in den Daten ist keinerlei Variabilität vorhanden), und zunimmt, wenn die Daten vielfältiger werden. Wenn mindestens zwei Merkmalswerte voneinander verschieden sind, dann streuen die Daten untereinander bzw. um einen Mittelwert, was auch beim Streuungsmaß zum Ausdruck kommen sollte.
- Bei einem Streuungsmaß wird Nichtnegativität gefordert, da bei Streuung „das Ausmaß“ statt „die Richtung“ konstituierend ist. Ein Streuungsmaß sollte also umso größer sein, je stärker Beobachtungswerte voneinander abweichen. Noch strenger wird oft gefordert, dass sich ein Streuungsmaß bei einer Ersetzung eines Beobachtungswertes durch einen neuen Merkmalswert nicht verkleinern darf.
- {\displaystyle s} ist translationsinvariant[1], d. h., eine Verschiebung des Nullpunktes hat keinen Einfluss auf die Verteilung. Es muss also folgendes gelten: {\displaystyle s(x_{1}+a,\dots ,x_{n}+a)=s(x_{1},\dots ,x_{n})\;\;\;\forall a\in \mathbb {R} }
- Es ist auch wünschenswert, dass das Streuungsmaß gegenüber Maßstabsänderungen äquivariant ist.[2]

Ein einfacher Ansatz für ein Streuungsmaß wäre, die Differenzen der Werte vom empirischen Mittel aufzusummieren. Dies führt zu
{\displaystyle s(x)=\sum _{i=1}^{n}(x_{i}-{\overline {x}})}
Diese Summe ergibt allerdings stets 0, weil sich positive und negative Summanden gegenseitig aufheben (Schwerpunkteigenschaft). Das ist also nicht geeignet als Streuungsmaß, da der Wert nicht zunimmt, wenn die Variabilität der Daten steigt. Möglichkeiten bestehen also darin, die Absolutbeträge oder die Quadrate der Abweichungen zu summieren.

## Streuungsmaßzahlen in der beschreibenden (deskriptiven) Statistik
Im Folgenden wird davon ausgegangen, dass {\displaystyle x_{1},\dots ,x_{n}} reellwertige Beobachtungswerte vorliegen, die inhaltlich zu einer Variablen gehören. Diese können Messwerte sein. Es kann sich um Stichprobenwerte handeln, es kann sich aber auch um die Beobachtungswerte einer Gesamtheit handeln, die nicht als Stichprobe aufgefasst wird. Mit
{\displaystyle {\bar {x}}={\frac {1}{n}}\sum _{i=1}^{n}x_{i}}
ist der arithmetische Mittelwert der Beobachtungswerte bezeichnet.

### Streuung um das arithmetische Mittel

#### Summe der Abweichungsquadrate
Ein intuitives Streuungsmaß ist die Summe der Abweichungsquadrate, bei der die quadrierten Abweichungen der Beobachtungswerte vom arithmetischen Mittelwert aufsummiert werden,
{\displaystyle SQ:=\sum \limits _{i=1}^{n}(x_{i}-{\overline {x}})^{2}\;.}

#### Empirische Varianz
Einer der wichtigsten Streuungsparameter ist die Varianz der Beobachtungswerte, die als
{\displaystyle s^{2}={\frac {1}{n}}\sum \limits _{i=1}^{n}\left(x_{i}-{\overline {x}}\right)^{2}}
definiert ist und die äquivalente Darstellung
{\displaystyle s^{2}={\frac {1}{n}}\sum _{i=1}^{n}x_{i}^{2}-{\bar {x}}^{2}}
besitzt.
Eine weitere äquivalente Darstellung, die keinen Bezug auf den arithmetischen Mittelwert der Beobachtungswerte nimmt, ist
{\displaystyle s^{2}={\frac {1}{2n^{2}}}\sum _{i=1}^{n}\sum _{j=1}^{n}(x_{i}-x_{j})^{2}\;.}

#### Empirische Standardabweichung
Die Standardabweichung ist definiert als die Wurzel aus der Varianz und ist demnach
{\displaystyle s={\sqrt {{\frac {1}{n}}\sum \limits _{i=1}^{n}\left(x_{i}-{\overline {x}}\right)^{2}}}\;.}
Ein wesentlicher Unterschied zur Varianz ist, dass die Standardabweichung dieselbe Dimension und damit dieselben Einheiten wie die Beobachtungswerte besitzt.

#### Mittlere absolute Abweichung
Im Falle einer konkreten Stichprobe {\displaystyle x_{1},\dots ,x_{n}} mit dem arithmetischen Mittel {\displaystyle {\overline {x}}} wird sie errechnet durch
{\displaystyle \operatorname {e} ={\frac {1}{n}}\sum _{i=1}^{n}\left|x_{i}-{\overline {x}}\right|.}
Die mittlere absolute Abweichung wird in der mathematischen Statistik meist zugunsten der quadratischen Abweichung umgangen, welche analytisch leichter zu behandeln ist. Die in der Definition verwendete Betragsfunktion ist nicht überall differenzierbar, was die Berechnung des Minimums erschwert.
Aufgrund der Ungleichung vom arithmetisch-quadratischen Mittel ist die mittlere absolute Abweichung kleiner oder gleich der Standardabweichung (Gleichheit gilt nur für konstante Zufallsgrößen).

### Streuung um den Median

#### Quantilsabstand
Der Quantilsabstand ist die Differenz zwischen dem {\displaystyle p}- und {\displaystyle \left(1-p\right)}-Quantil:
{\displaystyle QA_{p}=Q_{1-p}-Q_{p}\;} mit {\displaystyle \;0\leq p<0{,}5}
Innerhalb des {\displaystyle QA_{p}} liegen etwa {\displaystyle 100\cdot (1-2p)} Prozent aller Beobachtungswerte.

#### Interquartilsabstand
Der Interquartilsabstand (engl. interquartile range), abgekürzt IQR, wird als Differenz
der Quartile {\displaystyle Q_{0{,}75}} und {\displaystyle Q_{0{,}25}} berechnet:
{\displaystyle \operatorname {IQR} =Q_{0{,}75}-Q_{0{,}25}}
Innerhalb des IQR liegen 50 % aller Messwerte. Er ist – wie auch der Median bzw. {\displaystyle Q_{0{,}5}} – unempfindlich gegenüber Ausreißern. Es lässt sich zeigen, dass er einen Bruchpunkt von {\displaystyle \varepsilon ^{*}=0{,}25} hat.
Der Interquartilsabstand ist gleich dem Quantilsabstand {\displaystyle QA_{0{,}25}}

#### Mittlere absolute Abweichung vom Median
Für {\displaystyle n} beobachtete Werte {\displaystyle x_{1},\dots ,x_{n}} mit dem (eindeutigen) Median {\displaystyle {\tilde {x}}} ist die Mittlere absolute Abweichung vom Median als
{\displaystyle \operatorname {MD} ={\frac {1}{n}}\sum _{i=1}^{n}\left|x_{i}-{\tilde {x}}\right|}
definiert.
Aufgrund der Extremaleigenschaft des Medians gilt im Vergleich mit der mittleren absoluten Abweichung stets
{\displaystyle \operatorname {MD} \leq \operatorname {e} },
d. h., die mittlere absolute Abweichung bezüglich des Medians ist erst recht kleiner als die Standardabweichung.

#### Median der absoluten Abweichungen vom Median
Für Beobachtungswerte {\displaystyle x_{1},\dots ,x_{n}} ist die mittlere absolute Abweichung (engl. median absolute deviation, auch MedMed), abgekürzt MAD, ist definiert durch
{\displaystyle \operatorname {MAD} =\operatorname {median} \{\left|x_{i}-{\tilde {x}}\right|\mid i=1,\dots ,n\}}.
Die mittlere absolute Abweichung ist ein robuster Schätzer für die Standardabweichung. Es lässt sich zeigen, dass sie einen Bruchpunkt von {\displaystyle \varepsilon ^{*}=0{,}5} hat.

### Weitere Streuungsmaße

#### Spannweite
Die Spannweite (englisch range) {\displaystyle R} berechnet sich als Differenz zwischen dem größten und dem kleinsten Beobachtungswert:
{\displaystyle R=x_{\max }-x_{\min }}
Da die Spannweite nur aus den zwei Extremwerten berechnet wird, ist sie nicht robust gegenüber Ausreißern.

#### Ginis mittlere Differenz
Für Beobachtungswerte {\displaystyle (x_{1},\dots ,x_{n})} heißt die Maßzahl 
{\displaystyle \Delta ={\frac {1}{n^{2}}}\sum _{i=1}^{n}\sum _{j=1}^{n}|x_{i}-x_{j}|}
Ginis mittlere Differenz.

#### Mittlere absolute Differenz
Für Beobachtungswerte {\displaystyle (x_{1},\dots ,x_{n})} ist
{\displaystyle {\bar {\Delta }}={\frac {1}{n(n-1)}}\sum _{i=1}^{n}\sum _{j=1}^{n}|x_{i}-x_{j}|={\frac {2}{n(n-1)}}\sum _{i=1}^{n-1}\sum _{j=i+1}^{n}|x_{i}-x_{j}|}
die mittlere absolute Differenz oder mittlere Differenz.

#### Geometrische Standardabweichung
Die geometrische Standardabweichung ist ein Streuungsmaß um das geometrische Mittel.

### Relative Streuungsmaße
Relative Streuungsmaße heißen auch relative Streumaße oder Dispersionskoeffizienten. Ein relatives Streumaß ist typischerweise ein Quotient aus einem Streuungsmaß und einem Lagemaß.

#### Relative Spannweite
Die relative Spannweite  berechnet sich als Quotient aus der Spannweite und der Bereichsmitte;
{\displaystyle vR={\frac {R}{\frac {x_{\min }+x_{\max }}{2}}}\;.}

#### Variationskoeffizient
Der empirische Variationskoeffizient wird gebildet als Quotient aus empirischer Standardabweichung {\displaystyle s} und arithmetischem Mittel {\displaystyle {\overline {x}}}:
{\displaystyle v={\frac {s}{\overline {x}}},\quad {\overline {x}}>0}.
Er ist dimensionslos und somit nicht einheitenbehaftet.

#### Ginikoeffizient
Zwischen Ginis mittlerer Differenz {\displaystyle \Delta }, dem arithmetischen Mittelwert {\displaystyle {\bar {x}}} und dem Gini-Koeffizienten {\displaystyle G} besteht der Zusammenhang
{\displaystyle G={\frac {\Delta }{2{\bar {x}}}}\;.}
Damit ist der Gini-Koeffizient als Quotient aus einem Streuungsmaß und einem Lagemaß ein relatives Streuungsmaß.

#### Relative durchschnittliche Abweichung vom Median
Die relative durchschnittliche Abweichung vom Median wird gebildet als Quotient aus durchschnittlicher Abweichung vom Median und Median;
{\displaystyle vd={\frac {\operatorname {MD} }{\tilde {x}}}\;.}

#### Relativer Quartilsabstand
Der relative Quartilsabstand wird gebildet als Quotient aus  Quartilsabstand und Median;
{\displaystyle vq={\frac {\operatorname {IQR} }{\tilde {x}}}\;.}

## Streuungsmaßzahlen in der schließenden (induktiven) Statistik
In der induktiven Statistik sind die Beobachtungswerte {\displaystyle x_{1},\dots ,x_{n}} Stichprobenwerte aus einer Stichprobe aus einer  Grundgesamtheit und Realisierungen von Stichprobenvariablen {\displaystyle X_{1},\dots ,X_{n}} mit einer gemeinsamen Wahrscheinlichkeitsverteilung des Stichprobenvektors {\displaystyle (X_{1},\dots ,X_{n})}. 
Dabei liegt häufig der Spezialfall stochastisch unabhängiger und identisch verteilter Stichprobenvariablen vor. In diesem Spezialfall können viele Streuungsmaßzahlen der deskriptiven Statistik als Schätzwerte analoger Streuungsmaßzahlen der Grundgesamtheit verwendet werden. Dass dieses Vorgehen – zumindest für große Stichprobenumfänge – meistens zu plausiblen Schätzern führt, garantiert der Hauptsatz der mathematischen Statistik (Satz von Glivenko und Cantelli), der besagt, dass sich die Häufigkeitsverteilung der Stichprobenwerte für wachsenden Stichprobenumfang in einem sehr weitgehenden Sinn der Verteilung der Grundgesamtheit annähert.     

### Stichprobenvarianz
In der schließenden Statistik wird die aus den Stichprobenwerten {\displaystyle x_{1},\dots ,x_{n}} berechnete Varianz {\displaystyle s^{2}} häufig als Stichprobenvarianz bezeichnet. Die aus den Stichprobenwerte berechnete Varianz wird auch als empirische Varianz bezeichnet, um diese von der Varianz der Grundgesamtheit zu unterscheiden. Bei stochastisch unabhängigen und identisch verteilten Stichprobenvariablen ist die Varianz der Grundgesamtheit {\displaystyle \sigma ^{2}} die Varianz der identisch verteilten Stichprobenvariablen {\displaystyle X_{1},\dots ,X_{n}}, es gilt also {\displaystyle \mathrm {Var} [X_{i}]=\sigma ^{2}} für {\displaystyle i=1,\dots ,n}.
Die aus den Stichprobenwerten berechnete Varianz {\displaystyle s^{2}} ist ein realisierter Wert der Stichprobenfunktion
{\displaystyle S^{2}={\frac {1}{n}}\sum \limits _{i=1}^{n}\left(X_{i}-{\bar {X}}\right)^{2}\;,}
die eine Schätzfunktion für die Grundgesamtheitsvarianz {\displaystyle \sigma ^{2}} ist. 

### Korrigierte Stichprobenvarianz
Wenn die Stichprobenwerte als realisierte Werte stochastisch unabhängiger und identisch verteilter Stichprobenvariablen angesehen werden können und wenn mit Hilfe einer Streuungsmaßzahl der Stichprobe auf die Varianz {\displaystyle \sigma ^{2}<\infty } der Grundgesamtheit geschlossen werden soll, dann wird häufig anstelle der Stichprobenvarianz {\displaystyle s^{2}}  die sogenannte korrigierte Stichprobenvarianz
{\displaystyle s_{k}^{2}={\frac {1}{n-1}}\sum \limits _{i=1}^{n}\left(x_{i}-{\bar {x}}\right)^{2}}
verwendet. Der Grund ist, dass unter den gemachten Voraussetzungen die zugehörige Stichprobenfunktion
{\displaystyle S_{k}^{2}={\frac {1}{n-1}}\sum \limits _{i=1}^{n}\left(X_{i}-{\bar {X}}\right)^{2}}
eine erwartungstreue Schätzfunktion für die Varianz der Grundgesamtheit ist, es gilt also 
{\displaystyle \mathrm {E} [S_{k}^{2}]=\sigma ^{2}\;.}
Dagegen hat die Schätzfunktion {\displaystyle S^{2}} den Erwartungswert 
{\displaystyle \mathrm {E} [S^{2}]={\frac {n-1}{n}}\sigma ^{2}=\sigma ^{2}-{\frac {1}{n}}\sigma ^{2}\;.}
Die Schätzfunktion {\displaystyle S^{2}} ist also keine erwartungstreue Schätzfunktion für {\displaystyle \sigma ^{2}} und hat die Verzerrung {\displaystyle \mathrm {E} [S^{2}]-\sigma ^{2}=-\sigma ^{2}/n}.
Die Erwartungstreue der Schätzfunktion {\displaystyle S_{k}^{2}} für den Parameter {\displaystyle \sigma ^{2}} der Grundgesamtheit hängt entscheidend von der stochastischen Unabhängigkeit der Stichprobenvariablen ab und ist bei allgemeineren  Stichprobenplänen (Ziehen mit Zurücklegen, geschichtete Stichprobenziehung usw.) nicht mehr automatisch erfüllt, so dass die Rechtfertigung der Korrektur entfällt.
In einem rein beschreibenden Kontext der deskriptiven Statistik, in dem es nicht um eine Schätzung eines Parameters der Grundgesamtheit geht, ist die Verwendung der korrigierten Stichprobenvarianz {\displaystyle s_{k}^{2}} anstelle der Stichprobenvarianz {\displaystyle s^{2}} nicht zu begründen. „Statt mit dem Faktor {\displaystyle \textstyle {\frac {1}{n}}} werden die Varianz und die die Standardabweichung gelegentlich mit dem Faktor {\displaystyle \textstyle {\frac {1}{n-1}}} definiert, besonders in manchen Taschenrechnern und statistischen Computerprogrammen. Eine Begründung des Faktors {\displaystyle \textstyle {\frac {1}{n-1}}} ist nur im Rahmen der schließenden Statistik möglich.“

### Korrigierte Stichprobenstandardabweichung
Wenn in der induktiven Statistik mit Hilfe einer Streuungsmaßzahl der Stichprobe auf die Standardabweichung {\displaystyle \sigma } der Grundgesamtheit geschlossen werden soll, wird häufig die korrigierte Stichprobenstandardabweichung 
{\displaystyle s_{k}={\sqrt {{\frac {1}{n-1}}\sum \limits _{i=1}^{n}\left(x_{i}-{\bar {x}}\right)^{2}}}}
als Schätzwert für die Standardabweichung {\displaystyle \sigma } der Grundgesamtheit verwendet. Allerdings ist die zugehörige Schätzfunktion 
{\displaystyle S_{k}={\sqrt {{\frac {1}{n-1}}\sum \limits _{i=1}^{n}\left(X_{i}-{\bar {X}}\right)^{2}}}}
auch im Fall stochastisch unabhängiger und identisch verteilter Stichprobenvariablen in der Regel keine erwartungstreue Schätzfunktion für den Parameter {\displaystyle \sigma } der Grundgesamtheit.  
Im Spezialfall einer normalverteilten Grundgesamtheit ist durch eine modifizierte Schätzfunktion eine erwartungstreue Schätzung der Standardabweichung möglich.

### Alternative Bezeichnungen und Notationen
In vielen Anwendungsbereichen, in denen die Stichprobeninterpretation der beobachteten Werte der Standardfall ist (z. B. Messungen in der Technik und Biometrie) wird die korrigierte Stichprobenvarianz als die Stichprobenvarianz bezeichnet und dann meistens mit {\displaystyle s^{2}} bezeichnet. Auch wird die korrigierte  Stichprobenvarianz als empirische Streuung oder als empirische Varianz bezeichnet und die zugehörige Stichprobenfunktion als Stichprobenstreuung.
In Darstellungen der induktiven Statistik wird häufig das Symbol {\displaystyle S^{2}} für die oben mit {\displaystyle S_{k}^{2}} bezeichnete korrigierte Stichprobenvarianz verwendet und diese einfach als Stichprobenvarianz (englisch sample variance) bezeichnet. Analog bezeichnet dann {\displaystyle S} die korrigierte Stichprobenstandardabweichung und wird einfach als Stichprobenstandardabweichung (englisch sample standard deviation) bezeichnet.

## Streuungsmaßzahlen in der Wahrscheinlichkeitstheorie
In der Wahrscheinlichkeitstheorie charakterisieren Streuungsmaßzahlen Eigenschaften einer Wahrscheinlichkeitsverteilung. Die entsprechenden Maßzahlen sind teilweise analog zu den Maßzahlen der deskriptiven Statistik konstruiert. In der mathematischen Statistik werden Methoden zu Charakterisierung von Wahrscheinlichkeitsverteilungen durch beschreibende Kennzahlen der deskriptiven Statistik zugerechnet.

## Graphische Darstellungsformen
- Box-Whisker-Plot
- Streuungsfächerkarte
- Streudiagramm